# Elstermühle Jessen
Die Elstermühle Jessen befand sich an der Schwarzen Elster in Jessen (Elster).

## Geschichte
Ein genaues Gründungsdatum lässt sich für die Mühle nicht mehr feststellen, jedoch wird erwähnt, dass der Müller in den Jahren 1419–1422 eine jährliche Erbpacht an das Amt Schweinitz zu zahlen hatte. Nachdem im Jahre 1510 die Mühle ein freies Lehnsgut wurde, übernahm das Amt Lochau die Verwaltung. Diese wird jedoch später vom Amt Schweinitz wahrgenommen, und so werden im Jahr 1526 217 Scheffel Korn, 240 Scheffel Malz und ein Schock Küchengeld als Einnahme durch die Mühle verzeichnet. Mit der Ende des 17. Jahrhunderts beginnenden Holzflößerei auf der Schwarzen Elster wird auch die Wassermühle in Jessen mit jedem Tag des Stillstandes durch das Flößen mit 1 1/3 Taler, sowie einer grünen Pfahleiche und zwei Brettbäumen für notwendige Reparaturen entschädigt.

## Aufbau
Im Mühlenregulativ aus dem Jahre 1771, welches die Mühlenordnung von 1561 erweiterte, ist für die Mühle folgende Einrichtung festgelegt: die vordere Mühle verfügte über vier Mahlgänge mit zwei Vorgelegen an zwei Ziehpansterrädern, eine Ölmühle und Hirsestampfen an einem Staberwasserrad und eine Schneidemühle an einem Staberwasserrad. Die hintere Mühle verfügte über einen Mahlgang sowie einer Öl- und Walkmühle an einem Ziehpansterrad. 1902 wurde für 80.000 Mark die Anlage mit einer Dampfmaschine ausgerüstet.

## Eigentümer
1695 wird Müllermeister Michael Herrmann genannt, welcher die Entschädigungen für Betriebsausfälle aufgrund des Flößens von Holz bekommt. Im Jahre 1718 wird Müllermeister Christoph Herrmann erwähnt. 1802 ist das Mühlengrundstück an Johann Benjamin Weck verpachtet. In den Jahren 1812–1826 ist Johann Friedrich Förster Eigentümer. Abraham Wilhelm Rauchfuß, der die Besitznachfolge übernahm, musste am 17. März 1875 die Mühle durch eine Versteigerung an Karl Voigt verkaufen. 1902 erfolgte der Verkauf des Staurechts durch den damaligen Besitzer Georg Knie. Dieser brachte die Mühle und deren Einrichtung durch den Umbau des Antriebs auf einen der Zeit entsprechenden technischen Stand. Das Grundstück wurde jedoch kurze Zeit später von ihm an die Firma Langnes und Lange verkauft, welche es dann 1904 an die Brüder Geßner für 125.000 Mark weiterverkaufte.

## Sonstiges
Durch die Ende des 19. Jahrhunderts begonnene Regulierung der Schwarzen Elster wurde den flussaufwärts befindlichen Mühlen mit ihren 12 Staustufen das Staurecht für den Fluss genommen. Dadurch konnte das Wasser nun hindernisfrei und mit höherer Geschwindigkeit bis Jessen fließen. Von hier bis zur Mündung in die Elbe war die Schwarze Elster jedoch noch nicht begradigt, und damit auch die Fließgeschwindigkeit des Wassers eher langsam. Dies führte bei erhöhten Wasserständen in der Elbe zum Rückstau und damit zu schweren Überflutungen. Um die Regulierung des Flusses weiter vorantreiben zu können, musste der Wasserstand desselben jedoch abgesenkt werden. Dadurch standen die Pfahlroste, auf denen die Fundamente der Mühle gebaut wurden, nicht mehr unter Wasser und verfielen durch Fäulnis. Die im Ersten Weltkrieg vorgenommene Getreidezuteilung ließ der Mühle nur noch Arbeit für einen Tag im Monat, so dass 1916 alle Arbeiter entlassen werden mussten.